# Буи (Нијевр)
Буи (фр. Bouhy) насеље је и општина у источном делу централне Француске у региону Бургоња, у департману Нијевр која припада префектури Кон Кур сир Лоар.
По подацима из 2011. године у општини је живело 450 становника, а густина насељености је износила 12,37 становника/km². Општина се простире на површини од 36,37 km². Налази се на средњој надморској висини од 355 метара (максималној 352 m, а минималној 220 m).

## Демографија
| 1962. | 1968. | 1975. | 1982. | 1990. | 1999. | 2011. |
| ----- | ----- | ----- | ----- | ----- | ----- | ----- |
| 749   | 750   | 667   | 578   | 495   | 469   | 450   |

График промене броја становника у току последњих година